# ملانی ری
ملانی ری (انگلیسی: Melanie Reay؛ زادهٔ c. ۱۹۸۱ (۴۳–۴۴ سال)) یک مدیر حرفه‌ای فوتبال و بازیکن سابق فوتبال اهل انگلستان است که باشگاه ساندرلند در لیگ ملی زنان اتحادیه فوتبال انگلیس را مدیریت می‌کند. 